# Hermleigh
Hermleigh è un census-designated place (CDP) della contea di Scurry, Texas, Stati Uniti. La popolazione era di 345 abitanti al censimento del 2010. Hermleigh si trova sulla U.S. Route 84, a 154 chilometri a sud-est di Lubbock.

## Geografia fisica
Secondo l'Ufficio del censimento degli Stati Uniti, ha una superficie totale di 9,05 mi² (23,44 km²).

## Società

### Evoluzione demografica
Secondo il censimento del 2010, la popolazione era di 345 abitanti.

### Etnie e minoranze straniere
Secondo il censimento del 2010, la composizione etnica del CDP era formata dall'88,1% di bianchi, l'1,4% di afroamericani, lo 0,9% di nativi americani, lo 0,3% di asiatici, lo 0,0% di oceanici, il 6,4% di altre razze, e il 2,9% di due o più razze. Ispanici o latinos di qualunque razza erano il 31,0% della popolazione.